# Flugvikt i boxning vid olympiska sommarspelen 1988
Resultat från boxning vid olympiska sommarspelen 1988 och herrarnas flugvikt. Boxarna vägde under 51 kg. Tävlingarna arrangerades i Chamshil Students' Gymnasium i Seoul.

## Medaljörer
| Klass    | Guld                     | Silver                     | Brons                            |
| Flugvikt | Kim Kwang-Sun · Sydkorea | Andreas Tews · Östtyskland | Mario González · Mexiko          |
| Flugvikt | Kim Kwang-Sun · Sydkorea | Andreas Tews · Östtyskland | Timofej Skrjabin · Sovjetunionen |

## Resultat

### Första rundan
| Vinnare                    | Resultat      | Förlorare                    |
| Första rundan              | Första rundan | Första rundan                |
| -------------------------- | ------------- | ---------------------------- |
| Andy Agosto (PUR)          | 5-0           | Vichairachanon Khadpo (THA)  |
| Hamed Halbouni (SYR)       | RSC-2         | Johnny Bredahl (DEN)         |
| Timofej Skrjabin (URS)     | 5-0           | Zekaria Williams (COK)       |
| Joseph Lawlor (IRL)        | KO-2          | Archibald Fausto (MOZ)       |
| Bishnu Bahadur Singh (NEP) | 5-0           | Sixto Vera (PAR)             |
| Arthur Johnson (USA)       | 5-0           | Andrea Mannai (ITA)          |
| Nokuthula Tshabangu (ZIM)  | 4-1           | Bonifacio Garcia (ESP)       |
| Kim Kwang-Sun (KOR)        | RSC-2         | Tseyen-Oidov Tserenyan (MGL) |
| Setsuo Segawa (JPN)        | 4-1           | Simon Morales (COL)          |
| Serafim Todorov (BUL)      | 4-1           | David Griman (VEN)           |
| Ramzan Gul (TUR)           | 4-1           | John Lyon (GBR)              |
| Gamal El-Komy (EGY)        | 4-1           | Amir Hussain (IRQ)           |

### Andra rundan
| Vinnare                 | Resultat     | Förlorare                  |
| Andra rundan            | Andra rundan | Andra rundan               |
| ----------------------- | ------------ | -------------------------- |
| Manoj Pingale (IND)     | 5-0          | Joseph Chongo (ZAM)        |
| Mario González (MEX)    | 5-0          | Teboho Mathibeli (LES)     |
| Alfred Kotey (GHA)      | RSC-1        | Hussain al-Mutairi (KUW)   |
| Benjamin Mwangata (TAN) | 5-0          | Peter Ayesu (MAW)          |
| Emmanuel Nsubuga (UGA)  | KO-1         | Salem Obeyb (YEM)          |
| Benaissa Abed (ALG)     | 3-2          | Aissa Moukrine (MAR)       |
| János Váradi (HUN)      | 4-1          | Roberto Jalnaiz (PHI)      |
| Andreas Tews (GDR)      | 5-0          | Wang Weipin (CHN)          |
| Philippe Desavoye (FRA) | RSC-2        | Anthony Ikegu (KEN)        |
| Melvin de Leon (DOM)    | RSC-1        | Badie Outheni (NIG)        |
| Andy Agosto (PUR)       | 5-0          | Hamed Halbouni (SYR)       |
| Timofej Skrjabin (URS)  | 5-0          | Joseph Lawlor (IRL)        |
| Arthur Johnson (USA)    | RSC-2        | Bishnu Bahadur Singh (NEP) |
| Kim Kwang-Sun (KOR)     | RSC-2        | Nokuthula Tshabangu (ZIM)  |
| Serafim Todorov (BUL)   | 5-0          | Setsuo Segawa (JPN)        |
| Gamal El-Komy (EGY)     | 4-1          | Ramzan Gul (TUR)           |

### Tredje rundan
| Vinnare                | Resultat      | Förlorare               |
| Tredje rundan          | Tredje rundan | Tredje rundan           |
| ---------------------- | ------------- | ----------------------- |
| Mario González (MEX)   | 4-1           | Manoj Pingale (IND)     |
| Alfred Kotey (GHA)     | 5-0           | Benjamin Mwangata (TAN) |
| Benaissa Abed (ALG)    | 3-2           | Emmanuel Nsubuga (UGA)  |
| Andreas Tews (GDR)     | 5-0           | János Váradi (HUN)      |
| Melvin de Leon (DOM)   | 5-0           | Philippe Desavoye (FRA) |
| Timofej Skrjabin (URS) | 5-0           | Andy Agosto (PUR)       |
| Kim Kwang-Sun (KOR)    | 5-0           | Arthur Johnson (USA)    |
| Serafim Todorov (BUL)  | WO            | Gamal El-Komy (EGY)     |

### Kvartsfinaler
| Vinnare                | Resultat      | Förlorare             |
| Kvartsfinaler          | Kvartsfinaler | Kvartsfinaler         |
| ---------------------- | ------------- | --------------------- |
| Mario González (MEX)   | WO            | Alfred Kotey (GHA)    |
| Andreas Tews (GDR)     | 5-0           | Benaissa Abed (ALG)   |
| Timofej Skrjabin (URS) | 3-2           | Melvin de Leon (DOM)  |
| Kim Kwang-Sun (KOR)    | 4-1           | Serafim Todorov (BUL) |

### Semifinaler
| Vinnare             | Resultat    | Förlorare              |
| Semifinaler         | Semifinaler | Semifinaler            |
| ------------------- | ----------- | ---------------------- |
| Andreas Tews (GDR)  | 5-0         | Mario González (MEX)   |
| Kim Kwang-Sun (KOR) | 5-0         | Timofej Skrjabin (URS) |

### Final
| Vinnare             | Resultat | Förlorare          |
| Final               | Final    | Final              |
| ------------------- | -------- | ------------------ |
| Kim Kwang-Sun (KOR) | 4-1      | Andreas Tews (GDR) |